# Lijst van voetbalinterlands India - Indonesië
Deze lijst van voetbalinterlands geeft een overzicht van alle officiële voetbalwedstrijden tussen de nationale teams van India en Indonesië. De landen speelden tot op heden zeventien keer tegen elkaar, te beginnen met een wedstrijd tijdens de Aziatische Spelen 1951 op 4 maart 1951 in New Delhi. De laatste ontmoeting, een vriendschappelijke wedstrijd, vond plaats op 3 juni 2004 in Jakarta.

## Wedstrijden
| №  | Plaats       | Datum             | Competitie                 | Wedstrijd         | Uitslag |
| -- | ------------ | ----------------- | -------------------------- | ----------------- | ------- |
| 1  | New Delhi    | 4 maart 1951      | Aziatische Spelen 1951     | India − Indonesië | 3 − 0   |
| 2  | Manilla      | 5 mei 1954        | Aziatische Spelen 1954     | Indonesië − India | 4 − 0   |
| 3  | Tokio        | 28 mei 1958       | Aziatische Spelen 1958     | Indonesië − India | 2 − 1   |
| 4  | Tokio        | 1 juni 1958       | Aziatische Spelen 1958     | Indonesië − India | 4 − 1   |
| 5  | Kuala Lumpur | 26 augustus 1967  | Vriendschappelijk          | Indonesië − India | 3 − 0   |
| 6  | Bangkok      | 16 december 1970  | Aziatische Spelen 1970     | India − Indonesië | 3 − 0   |
| 7  | Kuala Lumpur | 12 augustus 1971  | Vriendschappelijk          | Indonesië − India | 3 − 1   |
| 8  | Singapore    | 23 augustus 1971  | Vriendschappelijk          | India − Indonesië | 2 − 1   |
| 9  | Kuala Lumpur | 2 augustus 1974   | Vriendschappelijk          | Indonesië − India | 4 − 2   |
| 10 | Kuala Lumpur | 14 augustus 1976  | Vriendschappelijk          | Indonesië − India | 1 − 3   |
| 11 | Bangkok      | 7 november 1977   | Vriendschappelijk          | India − Indonesië | 2 − 1   |
| 12 | Kuala Lumpur | 11 september 1981 | Vriendschappelijk          | Indonesië − India | 0 − 1   |
| 13 | Seoul        | 5 juni 1982       | Vriendschappelijk          | Indonesië − India | 1 − 0   |
| 14 | Jakarta      | 21 maart 1985     | WK 1986 kwalificatie       | Indonesië − India | 2 − 1   |
| 15 | Calcutta     | 6 april 1985      | WK 1986 kwalificatie       | India − Indonesië | 1 − 1   |
| 16 | Shah Alam    | 4 maart 1996      | Azië Cup 1996 kwalificatie | Indonesië − India | 7 − 1   |
| 17 | Jakarta      | 3 juni 2004       | Vriendschappelijk          | Indonesië − India | 1 − 1   |

## Samenvatting
| Competitie            | Totaal gespeeld | Winst India | Gelijk | Winst Indonesië | Doelsaldo India – Indonesië |
| --------------------- | --------------- | ----------- | ------ | --------------- | --------------------------- |
| WK-kwalificatie       | 2               | 0           | 1      | 1               | 2 – 3                       |
| Azië Cup-kwalificatie | 1               | 0           | 0      | 1               | 1 – 7                       |
| Aziatische Spelen     | 5               | 2           | 0      | 3               | 8 − 10                      |
| Vriendschappelijk     | 9               | 4           | 1      | 4               | 12 – 15                     |
| Totaal                | 17              | 6           | 2      | 9               | 23 – 35                     |

AIFF · A-Internationals · Bondscoaches · Statistieken · Olympisch elftal · Indiaas vrouwenelftal · India U21 · India U20 · India U19 · India U18 · India U17
1930 – 1949 · 
1950 – 1959 · 
1960 – 1969 · 
1970 – 1979 · 
1980 – 1989 · 
1990 – 1999 · 
2000 – 2009 · 
2010 – 2019 ·
2020 − 2029
Afghanistan ·
Argentinië ·
Australië ·
Azerbeidzjan · 
Bahrein ·
Bangladesh ·
Bhutan ·
Brunei ·
Cambodja ·
China ·
Curaçao ·
Fiji ·
Filipijnen ·
Finland ·
Ghana ·
Guam ·
Guyana ·
Hongarije ·
Hongkong ·
IJsland ·
Indonesië ·
Irak ·
Iran ·
Israël ·
Jamaica ·
Japan ·
Jemen ·
Jordanië ·
Kameroen ·
Kenia ·
Kirgizië ·
Koeweit ·
Laos ·
Libanon ·
Macau ·
Malediven ·
Maleisië ·
Marokko ·
Mauritius ·
Mongolië ·
Myanmar ·
Namibië ·
Nepal ·
Nieuw-Zeeland ·
Noord-Korea ·
Oezbekistan ·
Oman ·
Pakistan ·
Palestina ·
Peru ·
Polen ·
Puerto Rico ·
Qatar ·
Saint Kitts en Nevis ·
Saoedi-Arabië ·
Singapore ·
Sovjet-Unie ·
Sri Lanka ·
Suriname ·
Syrië ·
Tadzjikistan ·
Taiwan ·
Thailand ·
Trinidad en Tobago ·
Turkmenistan ·
Uruguay ·
Vanuatu ·
Verenigde Arabische Emiraten ·
Vietnam ·
Wit-Rusland ·
Zambia ·
Zuid-Korea ·
Zuid-Vietnam
PSSI · 
Indonesisch vrouwenelftal
WK 1938
OS 1956
Afghanistan ·
Andorra ·
Argentinië ·
Australië ·
Bahrein ·
Bangladesh ·
Bhutan ·
Bosnië en Herzegovina ·
Brunei ·
Bulgarije ·
Burundi ·
Cambodja ·
Canada ·
China ·
Cuba ·
Curaçao ·
DDR ·
Denemarken ·
Dominicaanse Republiek ·
Egypte ·
Estland ·
Fiji ·
Filipijnen ·
Ghana ·
Guinee ·
Guyana ·
Hongarije ·
Hongkong ·
India ·
Irak ·
Iran ·
Jamaica ·
Japan ·
Jemen ·
Joegoslavië ·
Jordanië ·
Kameroen ·
Kenia ·
Kirgizië ·
Koeweit ·
Kroatië ·
Laos ·
Liberia ·
Libië ·
Liechtenstein ·
Litouwen ·
Malediven ·
Maleisië ·
Malta ·
Marokko ·
Mauritius ·
Moldavië ·
Myanmar ·
Nederland ·
Nepal ·
Nieuw-Zeeland ·
Nigeria ·
Noord-Korea ·
Oezbekistan ·
Oman ·
Oost-Timor ·
Pakistan ·
Palestina ·
Papoea-Nieuw-Guinea ·
Paraguay ·
Puerto Rico ·
Qatar ·
Saoedi-Arabië ·
Senegal ·
Singapore ·
Sri Lanka ·
Syrië ·
Taiwan ·
Tanzania ·
Thailand ·
Turkmenistan ·
Uruguay ·
Vanuatu ·
Verenigde Arabische Emiraten ·
Vietnam ·
Zimbabwe ·
Zuid-Jemen ·
Zuid-Korea ·
Zuid-Vietnam